# Michael Richey (Segler)
Michael „Mike“ William Dugdale Mills Richey MBE (geboren am 6. Juli 1917 in Eastbourne, East Sussex; gestorben am 22. Dezember 2009 in Brighton, East Sussex) war ein britischer Segler und Navigator sowie Autor und Herausgeber von Fachbüchern und -zeitschriften zur Navigation. Seine erste Veröffentlichung, ein Artikel über seine Erlebnisse bei einem Schiffsuntergang, wurde 1942 mit dem Rhys-Literaturpreis ausgezeichnet.
Bekannt wurde Richey als passionierter Segler und regelmäßiger Teilnehmer am OSTAR-Rennen des Royal Western Yacht Club of England, einer alle vier Jahre veranstalteten transatlantischen Segel-Regatta für Boote, die von einer Person allein gesegelt werden (Einhandsegler). Zwischen 1968 und 1996 stand Richey mit seiner kleinen Yacht Jester bei jedem dieser Rennen am Start. Die Rückfahrt nach seiner letzten abgeschlossenen Wettbewerbsteilnahme 1996 im Alter von über 80 Jahren wurde mit einem Eintrag in das Guinness-Buch der Rekorde vermerkt; Mike Richey war damit der älteste Mensch, der den Atlantik als Einhandsegler überquerte.

## Leben
Michael Richey wurde 1917 als zweiter Sohn von George und Adelaide Richey geboren, ein Jahr nach seinem Bruder Paul (1916–1989). Nach dem Schulabschluss 1935 an der Downside School, einer katholischen Internatsschule der Benediktinerabtei Downside Abbey, wollte Richey ursprünglich Mönch werden. Richey verbrachte auch kurze Zeit im Kloster der Trappisten auf Caldey Island, verfolgte diesen Plan aber nicht weiter. Stattdessen lebte und arbeitete er in den folgenden drei Jahren in der katholisch geprägten alternativen Künstler-Gemeinschaft um den Bildhauer Eric Gill in Speen in der Nähe der Stadt High Wycombe.
Mit Ausbruch des Zweiten Weltkriegs meldete Richey sich, entgegen seiner pazifistischen Grundhaltung, zum Militärdienst bei der Royal Navy; Richey wurde zunächst auf einem Minensuchboot des Royal Naval Patrol Service, der HMS Goodwill eingesetzt. Die existentielle Erfahrung der Lebensgefahr beim Untergang des Schiffs nach Beschuss durch deutsche Torpedos verarbeitete Richey zu einer kurzen Erzählung, Sunk by a Mine, a Survivor’s Story. Die Veröffentlichung dieser Erzählung wurde von der Kriegszensur in Großbritannien nicht erlaubt, wohl aber wurde sie im Magazin der New York Times 1941 veröffentlicht und gelangte von dort wieder zurück nach Großbritannien: 1942 wurde dieser Artikel mit dem ersten Rhys-Preis für junge Autoren ausgezeichnet – besondere literarische Wertschätzung für Richey stellte sich damit allerdings nicht ein, und er selbst hatte auch später keine weiteren literarischen Ambitionen. Erst zur Feier seines 80. Geburtstag 1997 wurde von Nicholas Scheetz unter dem Titel A taste of the Antarctic erneut ein literarisches Werk Richeys als Privatdruck veröffentlicht, Reise-Aufzeichnungen, die Richey 1943 als Navigationsassistent auf dem Hilfskreuzer Carnarvon Castle auf einer Fahrt im Südatlantik verfasst hatte.
Bei weiteren Einsätzen auf verschiedenen Schiffen der britischen und freien französischen Marine erwarb Richey zunehmend Erfahrung als Navigator und schloss schließlich eine Navigations-Ausbildung an der Schule der britischen Kriegsmarine ab. Nach Kriegsende baute er ab 1946 in London das neu geschaffene Royal Institute for Navigation (RIN) auf, dessen Geschäftsführer (zunächst mit dem Titel „Chief Secretary“, später „Director“) er bis zum Ende seines Berufslebens 1983 war. 1948 gründete Richey die Fachzeitschrift des Instituts, das Journal of Navigation, die er bis 1985 als Herausgeber betreute und in der auch die meisten seiner eigenen Fachartikel erschienen.
Michael Richey starb in seinem Haus in Brighton im Alter von 92 Jahren an einem Herzanfall.

## Richey als Segler
Richey begann nach 1948 Rennen zu segeln, zunächst als gefragter Navigator auf den Booten anderer. 1964 erwarb er von Herbert „Blondie“ Hasler, dem Mitbegründer des OSTAR-Wettbewerbs, eine kleine Segelyacht, ein umgebautes Folkeboot mit Dschunken-Besegelung („junk rigged“) namens Jester (deutsch: Narr), mit dem er fortan in ungewöhnlicher Weise als Einhand-Segler „erfolgreich“ war. Der Vorbesitzer Hasler hatte mit Jester schon an den ersten beiden OSTAR-Rennen von Plymouth in Südengland zur Ostküste der USA 1960 und 1964 teilgenommen, durchaus noch mit der Absicht, das Rennen zu gewinnen.
Diese Fahrten setzte Richey fort, auch wenn er – weil er sich nicht an der zunehmenden Technisierung und Professionalisierung des Segelsports beteiligte – nie eine Gewinnchance bei der OSTAR-Regatta hatte, im Gegenteil: Wenn er nicht schon auf dem Weg scheiterte – bei drei seiner acht Regatta-Teilnahmen musste Richey vorzeitig aufgeben –, erreichte er das Ziel des Rennens in Newport, Rhode Island, mehrere Wochen später als das Siegerboot, meist als letzter des Starterfelds. Aber durch Richeys Atlantikquerungen wurde Jester zu einer Art „nationalem Segler-Symbol“ in Großbritannien.
Von der Teilnahme ließ sich der Segler auch nicht durch zwei problematische Havarien abhalten. 1986 geriet er bei der Rück-Überführung der Jester nach England nach der OSTAR 1984 in einen schweren Sturm, wurde aber mitsamt Boot gerettet. Und bei der folgenden OSTAR-Regatta 1988 wurde Jester in einem Sturm so schwer beschädigt, dass Richey sie endgültig aufgeben musste. Richey kommentierte den Verlust folgendermaßen: „For me, it was an occasion of immeasurable sadness which I found great difficulty getting over“ (‚das war für mich ein Ereignis unermesslicher Traurigkeit, die ich nur unter großen Schwierigkeiten überwinden konnte‘).
Richeys Freunde sammelten anschließend Geld, um einen originalgetreuen Nachbau in Auftrag geben zu können, und mit dieser neuen Jester nahm Richey auch noch an den folgenden beiden Rennen 1992 und 1996 teil, die er wiederum als letzter Teilnehmer innerhalb des Zeitlimits abschloss. Bei der Ankunft in England nach der Rückfahrt 1997, auf der Richey seinen 80sten Geburtstag feierte, konnte er dann doch noch einen Erfolg mit Jester feiern, er konnte eine Urkunde über den Eintrag in das Guinness-Buch der Rekorde entgegennehmen: Michael Richey ist der älteste Mensch, der allein in einem Boot den Atlantik überquerte.
Mike Richey nahm in ununterbrochener Folge von 1968 an bis 1996 an den OSTAR-Regatten teil. Bei acht Teilnahmen mit seiner kleinen Yacht Jester ist Richey bis heute (Stand 2016) der Segler mit den zweitmeisten Wettbewerbsteilnahmen. Ein einziger anderer Segler konnte ihn hierin übertreffen: Peter Crowther nahm 2013 zum neunten Mal an der Regatta teil und wurde damit zum alleinigen Rekordhalter.

### Platzierungen bei den OSTAR-Regatten 1968–1996
Die Platzierungen Michael Richeys bei seinen acht Wettbewerbsteilnahmen mit Jester:
- 1968: 18. Platz – 18 von 35 in Plymouth gestarteten Teilnehmern erreichten den Zielhafen in Newport
- 1972: 39. Platz – 40 von 55 Teilnehmern erreichten das Ziel (außerdem 3 Boote außerhalb des Zeitlimits)
- 1976: Aufgabe des Rennens nach dem Start, stattdessen Irlandfahrt – 73 von 125 Teilnehmern erreichten das Ziel (außerdem 5 Boote außerhalb des Zeitlimits)
- 1980: keine Platzierung, Ankunft im Ziel außerhalb des Zeitlimits – 72 von 90 Teilnehmern erreichten das Ziel (außerdem 2 Boote außerhalb des Zeitlimits)
- 1984: Aufgabe des Rennens in Halifax nach Schaden am Segel – 64 von 91 Teilnehmern erreichten das Ziel
- 1988: Aufgabe des Rennens, Verlust der Jester in schwerem Wetter – 73 von 95 Teilnehmern erreichten das Ziel
- 1992: 54. Platz – 54 von 76 Teilnehmern erreichten das Ziel
- 1996: 42. Platz – 42 von 53 Teilnehmern erreichten das Ziel

## Auszeichnungen
- 1942 – John Llewellyn Rhys Prize für Sunk by a Mine. A Survivor’s Story.
- 1979 – Goldmedaille des Royal Institute of Navigation[18]
- 1986 – Seamanship Medal des Royal Cruising Club
- 1989 – Aufnahme in die Hall of Fame für Einhandsegler des Museum of Yachting in Newport, Rhode Island
- 1993 – Award of Merit des Ocean Cruising Club
- 2000 – Ernennung zum Honorary Fellow des Institute of Navigation (ION)[19]
- 2003 – Necho Award der International Association of Institutes of Navigation (IAIN)[20]

## Veröffentlichungen (Auswahl)
- Sunk by a Mine. A Survivor’s Story. In: The New York Times, Section Magazine, Page SM5, 11. Mai 1941[21]
  - Nachdruck in der australischen Wochenzeitung The Western Mail (Perth), 28. August 1941, S. 3 und S. 71 (Digitalisat beim Zeitungsarchiv der National Library of Australia)
- mit E. G. R. Taylor: The Geometrical Seaman. A book of early nautical instruments. Hollis & Carter, London 1962
- als Herausgeber: The Shell Encyclopedia of Sailing. Stanford Maritime, London 1980, ISBN 978-0-540-07193-7
  - auch unter dem Titel: The Sailing Encyclopedia. Lippincott & Crowell, New York 1980, ISBN 978-0-690-01922-3
- A taste of the Antarctic. Einleitung von Libby Purves. Yonno Press, Williamston NC 1997 (= Reiseaufzeichnungen aus dem Jahr 1943, Privatdruck im Auftrag von Nicholas Scheetz anlässlich des 80. Geburtstags Richeys, Auflage 80 Exemplare)[22]

Richey hat regelmäßig auch literarische Artikel über Segelerfahrungen mit seiner Yacht Jester im Journal of Navigation veröffentlicht; beispielhaft dafür kann der folgende Artikel über die schwere Havarie 1986 stehen:
- Jester’s ultimate Storm, Journal of Navigation 40/02, Mai 1987, S. 149–157, doi:10.1017/S0373463300000394 (online: jesterinfo.org (Memento vom 5. November 2017 im Internet Archive))